# Ancroft Northmoor
Ancroft Northmoor – wieś w Anglii, w hrabstwie Northumberland. Leży 86 km na północ od miasta Newcastle upon Tyne i 483 km na północ od Londynu.